# República Napolitana (1647-1648)

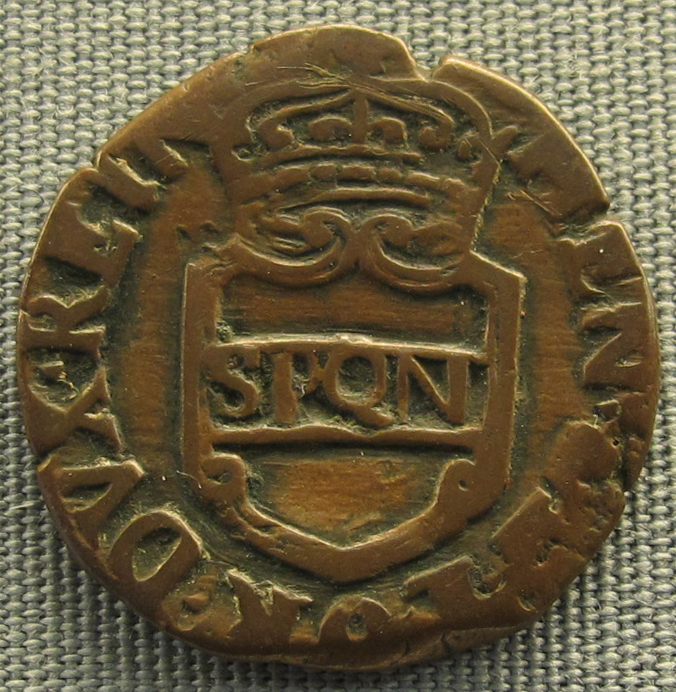
Moneda de 1648 con el escudo de armas de la República de Nápoles.

La Serenísima República de Nápoles (1647-1648), fue una república creada en Nápoles algunos meses después de la revuelta popular instigada por Masaniello y Giulio Genoino contra el régimen virreinal español.
El líder de la república fue el duque de Guisa, descendiente del antiguo rey de Nápoles Renato I el Bueno.
La república tuvo los siguientes nombres oficiales: Serenissima Repubblica di questo regno di Napoli, Reale Repubblica y Serenissima Monarchia repubblicana di Napoli. Todos estos apelativos indicaban la doble naturaleza republicano-monárquica de la República, mientras que el adjetivo de "Serenissima" establecía un paralelismo con la más famosa república italiana, la República de Venecia, también conocida como la Serenissima. El escudo de armas era un escudo rojo con las divisas SPQN, a imitación del conocido SPQR, iniciales de la frase latina Senatus Populusque Romanus (el Senado y el Pueblo Romano). Así, las iniciales napolitanas venían a significar «el Senado y el Pueblo Napolitano». El escudo de armas también contuvo la cresta del duque de Guisa.

## Antecedentes: crisis bélica
En la primera mitad del siglo XVII, el virreinato de Nápoles se encontraba inmerso en una profunda crisis económica que afectaba a toda Europa. En Nápoles además la situación fue empeorando por un gobierno virreinal poco preocupado por los asuntos locales que se centraba tan solo en ayudar a financiar las guerras en las que España se hallaba inmersa. La economía quedó subordinada a sostener la guerra. La larga guerra de los Treinta Años, las necesidades de financiación de esta, el agotamiento de la Corona de Castilla y la dificultad para aumentar las contribuciones al resto de territorios ibéricos habían llevado al conde-duque de Olivares a cargar en Nápoles y Sicilia gran parte de los costes bélicos. A partir de la entrada en guerra de Francia en 1635, Nápoles fue, tras Castilla, el territorio de la monarquía que más contribuyó a sufragar los gastos militares. La crisis originó amplias revueltas tanto en Nápoles como en Sicilia, a diferencia de los otros territorios italianos de los Austrias (Milán, Cerdeña y los presidios de Toscana), que no se rebelaron durante el siglo.
La crisis social que sufrían los territorios del sur de la península itálica se agudizó en las décadas de 1630 y 1640 por las necesidades bélicas de la monarquía hispánica, sumida en largas guerras a las que se añadieron los levantamientos de Cataluña y Portugal. Las necesidades financieras de la Corona hicieron que aumentase enormemente la deuda pública y la presión fiscal napolitanas. En este, como en otros territorios periféricos de la monarquía, existía una situación de cierta autonomía de los grupos dominantes respecto del poder regio, que les otorgaba a estos la impunidad en sus abusos y el enriquecimiento mediante la recaudación de impuestos a cambio de la satisfacción de las exigencias financieras de la Corona y el mantenimiento de la fidelidad del territorio al rey. El poder dependía del equilibrio entre la tendencia absolutista de la Corona y el poderío de la nobleza. Ambos grupos, sin embargo, se hallaban más estrechamente ligados desde las revueltas de 1585. Los intentos de reforma de la burocracia real habían fracasado en la segunda mitad del siglo XVI y comienzos del XVII. En el reino de Nápoles, la nobleza ostentaba una posición oligárquica tanto en la administración como en el gobierno de la capital. Gracias a que los privilegios de esta clase social no sufrieron en la crisis del reino, la nobleza no participó apenas en las rebeliones de 1647-1648. Los principales protagonistas de esta fueron la burguesía intelectual urbana y la plebe, despreciada por la primera.
El reino, cuya economía dependía de la exportación de materias primas dominadas por comerciantes extranjeros, se caracterizaba por la importancia de los feudos y el gran tamaño de la capital, Nápoles, que antes de la peste de 1656 contaba con unos trescientos mil habitantes y era una de las mayores ciudades de Europa. El resto del territorio era fundamentalmente rural, sin otras grandes urbes. Este contraste dividía el reino en dos sociedades distintas: la capitalina urbana y la del campo. En la vecina Sicilia, donde las revueltas estallaron antes aunque tuvieron menor entidad, existía una tasa de urbanización muy alta y existían dos grandes ciudades, Palermo y Mesina que contaban cada una con unos cien mil habitantes. La primera estaba dominada por la nobleza cerealista, mientras que la segunda lo estaba por la burguesía sedera.
A la depresión económica de principios de siglo se unió la crisis financiera en la década de 1630. En 1636, el reino había sobrepasado su capacidad de endeudamiento; la deuda pública alcanzó los cuarenta millones de ducados. El presupuesto del reino se destinaba casi completamente al pago de la deuda y a los gastos militares, sin que quedasen medios para atender a otras necesidades. Para aumentar los ingresos y tratar de atender las exigencias gubernamentales de contribuciones, se vendió patrimonio real (no solo tierras o rentas, sino también cargos), se incrementaron los impuestos y se solicitaron préstamos. Se dejó incluso de pagar parte de la deuda. Así, y dada la depresión del comercio y las dudas sobre la solvencia del reino para devolver los empréstitos, los banqueros se mostraron reticentes a acordar unos nuevos. Se calcula que, entre 1631 y 1644, el reino aportó a las arcas gubernamentales ochenta millones de ducados. Entre 1622 y 1648, cuando comenzó a ceder la presión fiscal tras las revueltas en el sur de la península italiana, el reino destino a la guerra unos doscientos millones de ducados.
La antigua nobleza y la burguesía ennoblecida aprovecharon los apuros de la Corona para apoderarse de nuevos feudos y acaparar cargos, obteniendo potestades administrativas y judiciales que les permitieron consolidar su poder y, a la vez, suministrar al Gobierno los ingresos que exigía, a costa de aumentar las cargas del campesinado y de las clases populares urbanas. El grupo más afectado por la política virreinal fue, sin embargo, el formado por la pequeña burguesía: artesanos, pequeños comerciantes... La venta de patrimonio real favoreció la feudalización del reino y la recuperación económica de la vieja aristocracia. Pese a los roces entre esta y los nuevos nobles, finalmente estos se asimilaron a las antiguas casas. La nobleza acaparó la administración de justicia y el sistema tributario, y debilitó el gobierno virreinal, sumido en el caos. La Corona perdió el control de los municipios y del campo, que quedó en manos de la nobleza. Los abusos de esta supusieron el detonante de las rebeliones de 1647-1648. Existieron además algunas conjuras nobiliarias apoyadas por Francia contra los Austrias que, sin embargo, contaron con escaso apoyo tanto en la población en general como entre la propia aristocracia, más interesada en implantar un modelo de gobierno que la favoreciese aún más que en cambiar de soberano. La nobleza mantuvo fundamentalmente su apoyo a los Austrias, cuya política en Nápoles les favorecía.
La crisis financiera no solo acreció enormemente la deuda del reino y desvió los capitales a los gastos bélicos, sino que originó además una inflación galopante que afectó en especial a los comestibles y, como consecuencia, perjudicó principalmente a los más pobres. Las medidas del virrey, dictadas por las exigencias de la corte, suscitaron el malestar social. Finalmente, el detonante de la revuelta de Masaniello fue precisamente esta situación, que se había tornado insoportable. Para entonces la ciudad de Nápoles, muy dominada ya por la nobleza, cargaba con el grueso de las contribuciones que, además, soportaban casi totalmente los artesanos, comerciantes y las clases populares mediante los gravámenes de artículos de consumo habitual. Así las cosas, la implantación de una nueva gabela sobre la fruta precipitó el estallido de la rebelión.

## Auge y caída de la República

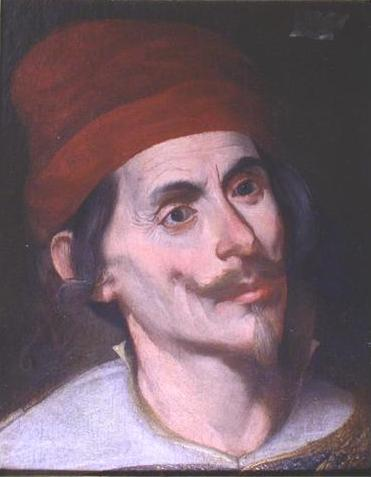
Masaniello es una de las más importantes figuras de la tradición napolitana. Símbolo de la revuelta, la encabezó en realidad apenas unos días, antes de ser asesinado a mediados de julio por una fracción de los insurrectos.

La rebelión pasó por varias fases: una primera y breve dominada por Masaniello en la que destacaron reformistas urbanos que habían fracasado en sus aspiraciones década antes; una segunda corporativa y una final independentista y fundamentalmente antifeudal. Los rebeldes, en esta última etapa, trataron de hacer de Nápoles el centro de un movimiento de reforma social y política, opuesto a la nobleza, que tenía por premisa la obtención de la independencia de la Corona.
Masaniello dominó la revuelta apenas unos días de julio (del 7 al 16, día en que fue asesinado). Lo hizo al frente de los grupos más perjudicados por la inflación y de los marginados del poder. La insurrección, sin embargo, unió a una serie de clases y agrupaciones sociales diversas, sin objetivos comunes, lo que la debilitó. Los diversos focos rebeldes no lograron compenetrarse para resistir la reacción de la Corona. En el campo, la rebelión fue fundamentalmente antifeudal y en pro de mayor poder para los municipios, mientras que en la ciudad unió las protestas por la carestía de la vida, con las aspiraciones políticas de mayor igualdad de la pequeña burguesía. Los reformistas y los gremios apoyaron en un principio a Masaniello, pero organizaron luego su asesinato.
Los rebeldes asaltaron el palacio del virrey, que se refugió en el Castelnuovo, quemaron casas de los que creían beneficiados por la crisis y abrieron las cárceles. Para contener la revuelta, el virrey ordenó aumentar el peso del pan y abolir las gabelas creadas tras el reinado de Carlos V. La fracción intelectual de los alzados redactó un documento político, los capítulos de julio, que ampliaban el poder popular, reducían los impuestos y aseguraban la lealtad del territorio a la Corona. Se redactaron el 9 del mes y el virrey los juró el día 13, antes de remitirlos a la corte madrileña. El 16, no obstante, Masaniello fue asesinado; se agudizó la crisis en la capital napolitana y la rebelión se extendió a otras ciudades y territorios del reino. Las aspiraciones de los rebeldes de los distintos sitios eran variopintas y no pudieron unificarse. Los conflictos entre distintos sectores rebeldes fueron continuos. En la capital del reino, los antiguos reformistas, que pretendían reducir el poder de los nobles y la presión fiscal, se hicieron brevemente con la dirección de la rebelión.

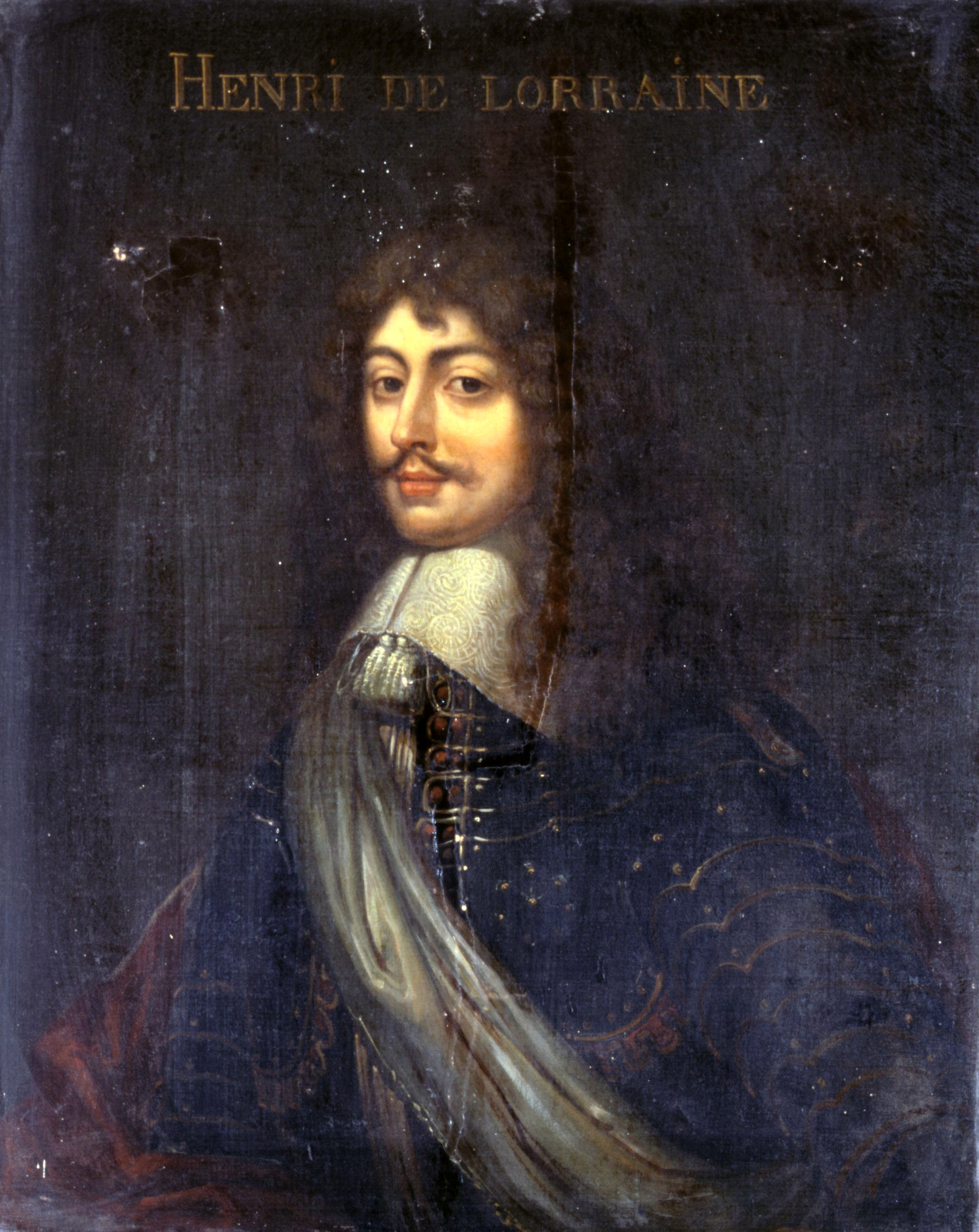
Enrique de Guisa. Aventurero francés que asumió la dirección de la Serenísima Real República Napolitana, aunque en constante competencia con Gennaro Annese, sin lograr un apoyo decidido de la nobleza, en la que deseaba cimentar su poder autoritario.

A mediados de agosto, la rebelión se transformó, reforzándose la organización militar, encabezada por Gennaro Annese, hostil a España y partidario de Francia, tratándose de acabar con la especulación y intentándose establecer una alianza entre los sectores populares y parte de la nobleza. El 21 del mes comenzaron los combates entre los rebeldes y los soldados del virrey. Pero los principales combates empezaron el 5 de octubre, entre las fuerzas de la flota de Juan José de Austria, recién llegada para acabar con la rebelión a comienzos mes, y los rebeldes. A mediados de mes, estos abandonaron la lealtad a Felipe IV y solicitaron ayuda a las potencias extranjeras; el 21 Annese fue nombrado generalísimo y el 22 se proclamó la república bajo protección francesa. El Gobierno francés, dominado a la sazón por Mazarino, desconfiaba, empero, de la fracción profrancesa en Nápoles, y únicamente apoyo a los rebeldes como distracción, para desgastar las fuerzas españolas en Italia y debilitar otros frentes.

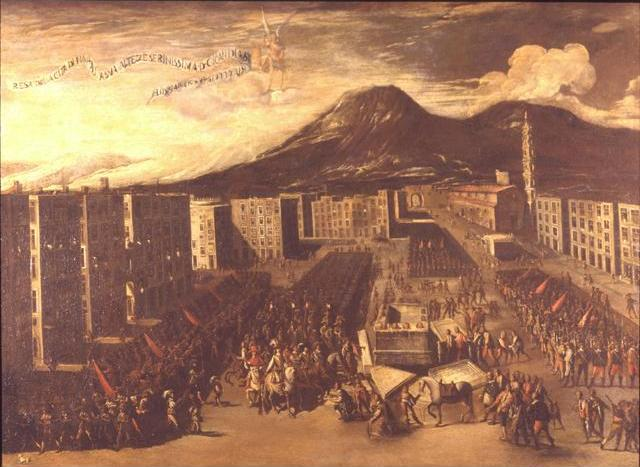
La rendición de Nápoles a don Juan de Austria (1648) por Carlo Coppola (Museo de San Martino, Nápoles).

Aunque reprimida por las fuerzas españolas del virrey Rodrigo Ponce de León, duque de Arcos, que había sido capaz de restaurar el orden en casi toda la ciudad, la rebelión de Masaniello había dejado un fuerte descontento en las calles. Cuando la flota española conducida por Juan José de Austria vino para calmar a los últimos insurrectos, una nueva rebelión estalló. Esta vez la rebelión no fue protagonizada por los lazzari (pobres napolitanos) y que simplemente se rebelaban contra la clase dirigente, sino que ahora la rebelión era guiada por el escopetero Gennaro Annese y con un claro carácter antiespañol.
Los napolitanos buscaron el apoyo francés y llamaron a Enrique de Guisa para confiarle la jefatura del nuevo Estado. El duque de Guisa que se encontraba en Roma en aquel momento aceptó la oferta, impaciente por ceñir una corona y rehabilitar la influencia francesa en la Italia meridional después de dos siglos. El 15 de noviembre de 1647, el duque llegó a Nápoles y se hizo con las riendas de la República, aunque en continua competencia con Annese. El primero representaba la visión aristocrática, oligárquica y autoritaria del poder, que pretendía ejercer personalmente como heredero de  Renato de Anjou con ayuda de la nobleza partidaria Francia. El segundo, era la cabeza del partido plebeyo y revolucionario. Paradójicamente, Mazarino no confiaba en el duque, contra el que llegó a urdir algunas conjuras, ayudado por el carácter despótico del gobierno de este en Nápoles. La nobleza tampoco respaldó al de Guisa, cuyos intentos de imponerse generaron resistencias. La radicalización de una parte de la plebe, representaba en la compañía armada de los lazzari, que tomó como modelo político de sus amplias aspiraciones de cambio a la república holandesa, impelió además a Annese a tratar con los españoles.
La República Napolitana, no obstante, no tuvo ninguna esperanza de perdurar desde sus mismos comienzos. Su principal debilidad era la incapacidad que demostró para atraerse a la nobleza. Esta, satisfecha fundamentalmente por el poder del que gozaba con los Austrias, veía el cambio de dinastía y de sistema de gobierno como un riesgo que no estaba dispuesta a asumir. Además, fuerzas españolas controlaban la línea de castillos en torno a la ciudad, mientras que la nobleza dominaba las provincias desde su base de Aversa, controlando así las líneas de aprovisionamiento de Nápoles. En 1648 el duque de Guisa logró tomar Aversa, pero la situación no cambió mucho. Los españoles, otra vez bajo el mando de Juan José de Austria, llevaron a cabo una estrategia prudente y llenaron Nápoles de espías, agitadores y otros agentes para persuadir a la nobleza restante. En el campo, la nobleza se encargaba de someter las revueltas.
El 24 de enero, Madrid relevó al duque de Arcos, vituperado por su actuación, con don Juan José, interinamente. Este entabló negociaciones con los dirigentes republicanos mientras llegaba el nuevo virrey, el hábil conde de Oñate. Este llegó a Nápoles a principios de marzo, se dotó de recursos financieros, reforzó el poder feudal en el campo y atizó las divisiones entre los rebeldes.
El 5 de abril de 1648, Enrique, engañado por algunos de sus consejeros que se encontraban pagados por España, intentó una salida, y Nápoles fue conquistada de nuevo por sus antiguos dueños sin resistencia. La capital del reino cayó en manos españolas entre el 5 y el 6 del mes. Los rebeldes moderados, encabezados por Vincenzo D'Andrea, habían pactado con los españoles y dispuesto su entrada en la ciudad. En los meses siguientes, Oñate adoptó una mezcla de dureza y magnanimidad para acabar con los últimos focos de insurrección, castigando en general a los cabecillas y perdonando a los subordinados. Las tropas reales y las de los nobles pudieron dedicarse a sofocar las revueltas campesinas tras haber recobrado la capital, dada la descoordinación entre los rebeldes urbanos y los del agro.
El 4 de junio una flota francesa de 40 barcos trató de conquistar de nuevo la ciudad, pero esta vez el pueblo, cansado por más de un año de revolución, no se sublevó. Los franceses entonces intentaron desembarcar en la vecina isla de Procida, pero atacados por las fuerzas españolas, tuvieron que escapar. Otra flota francesa aún más poderosa apareció en el golfo de Nápoles el 4 de agosto del mismo año, conducido por Tomás de Saboya. Esta vez sí lograron conquistar Procida, pero tras sus derrotas en Isquia, Pozzuoli y Salerno, abandonaron cualquier esperanza de tomar Nápoles. Poco después, Gennaro Annese fue decapitado en la Piazza del Mercato en Nápoles. Al año siguiente, el 3 de junio, hubo nuevos disturbios en Nápoles, pero fueron pronto acallados por el simple hecho de que el pueblo se había cansado de luchar.

## Rebeliones sicilianas
En Sicilia, la situación era similar a Nápoles. Entre 1620 y 1650, el reino contribuyó con unos diez millones de escudos a la Hacienda real, mientras que solía disponer de entre seiscientos y ochocientos mil al año. Para obtener recursos, el Gobierno siciliano hubo de aumentar la deuda pública y los impuestos, además de vender patrimonio, como en Nápoles. En esto contribuyó la nobleza, que dominaba el Parlamento de la región, que se reunía cada tres años. La emisión de deuda pública creó una clase de rentistas y detrajo inversiones de los sectores productivos, que se destinaron indirectamente a la guerra. Además, la amplia venta de patrimonio real hizo que la Hacienda siciliana perdiese parte de sus ingresos y dependiese del capital privado. Creció mucho la influencia de los hombres de negocios genoveses y la de letrados y juristas, que compraron parte del patrimonio real puesto en venta. Aumentó notablemente el grupo de rentistas, al tiempo que también lo hacía la presión fiscal en un momento de depresión en la región, aquejada por epidemias (peste de 1642), penurias (carestía en 1635-1637 y 1646-1648), y pérdida de producción agrícola. La guerra agudizó la explotación del campesinado por los rentistas, tanto aristócratas como burgueses. Los intentos de la Hacienda napolitana de aumentar las remesas monetarias a la Corona supusieron un crecimiento de las gabelas —impuestos al consumo que afectaban al pueblo llano, ya que muchos privilegiados estaban exentos de pagarlas—. En Sicilia, a diferencia de Nápoles, se formó un bloque de interesados en explotar el Estado en su beneficio constituido por la nobleza y el funcionariado, los  arrendadores de impuestos, los hombres de negocios y altos funcionarios de la Administración. las víctimas del proceso fueron los campesinos y el grueso de la población urbana.
La concurrencia de una epidemia de fiebres, malas cosechas que originaron carestía de alimentos en 1647 y 1648 y la intensa presión fiscal precipitaron el estallido de la rebelión en Sicilia. Esta fue, principalmente, una protesta antifiscal centrada en Palermo. La revuelta comenzó el 20 de mayo con una protesta por la reducción del peso del pan. La manifestación degeneró en motín de los más desfavorecidos, encabezados por el molinero Antonio La Pilosa, que asaltaron la cárcel de la ciudad y un par de casas de recaudadores de impuestos y destruyeron unos puestos de pago de gabelas. Los rebeldes lograron la supresión de cinco gabelas que gravaban alimentos básicos y el nombramiento de un nuevo Parlamento, formado por hombres del virrey y dos comerciantes adinerados escogidos por los gremios, que se habían sumado a la revuelta. A lo largo del mes estallaron protestas similares en numerosas localidades de la isla, con iguales motivos antifiscales y en las que al pueblo llano se unieron algunos miembros de la clase media.
Al mismo tiempo, las maestranzas comenzaron a ayudar a las autoridades a sofocar las revueltas y a imponer nuevas gabelas que asegurasen el pago de las rentas, de las que dependían, aunque esta vez son exceptuar de ellas a sectores de la población y gravando artículos que también afectaban a los más acomodados. Los cabecillas populares fueron perseguidos, así como los intelectuales reformistas.
El 15 de agosto, ante el bulo de que varios cónsules habían sido asesinados en el palacio real tras acudir a ver al virrey, estalló una nueva revuelta, encabezada por el batidor de oro Giuseppe D'Alessi, en la que destacaron los curtidores y pescadores. El virrey huyó en una galera y también lo hizo gran parte de la nobleza. D'Alessi, sin embargo, optó por pactar con las autoridades a cambio de que estas aceptasen gran parte de las exigencias de los insurrectos, que quedaron plasmadas en los cuarenta y nueve capítulos estipulados por las partes. Pese a ello, fue asesinado por los elementos más radicales de la rebelión el día 22, con la colusión de parte de los nobles y la aquiescencia del propio virrey. La reacción a la muerte, no obstante, obligó a las autoridades a confirmar la aceptación de los artículos pactados con el difunto.
La última fase de la revuelta, que se extendió hasta mediados de 1648, fue la de hábil aplastamiento por parte del virrey interino, el cardenal Teodoro Trivulcio que, como sucedió en Nápoles, alternó dura represión con magnanimidad para poner fin a la rebelión. La represión fue especialmente draconiana en los feudos, mientras que la lenidad se usó principalmente en las ciudades. En julio, cuando ya había logrado recuperar el control de casi toda la isla, desplegó tropas españolas en Palermo. A continuación, las autoridades lograron que las maestranzas solicitasen la abrogación de los  cuarenta y nueve capítulos y paulatinamente se fueron eliminando las reformas que habían obtenido los rebeldes. Las conjuras antiespañolas posteriores fracasaron y fueron castigadas severamente.

## Consecuencias
Paradójicamente, el aplastamiento de las revueltas no favoreció a la nobleza, sino a la Corona, que, tras reducir la presión fiscal y con ello su dependencia de los aristócratas, pactó con la burocracia y los letrados, que obtuvieron por su parte la satisfacción del Gobierno de algunas de sus reivindicaciones. Sí salió derrotada la plebe y los sectores más radicales de la fallida rebelión. Oñate dejó de convocar el Parlamento, símbolo del poder feudal cuya influencia deseaba menguar, e instauró un gobierno parcialmente constitucional, en liga con los altos funcionarios, parte de la nobleza, comerciantes, financieros y grupos artesanales, de reformistas moderados. En los años posteriores, la ciudad de Nápoles fue ganando importancia respecto del campo. Tanto don Juan José como luego Oñate trataron además de mejorar la situación fiscal del Gobierno, limitando los pagos a acreedores. La presión cedió en la capital, a cambio de aumentar en el campo, que quedó, empero, dominado por la nobleza. Las rebeliones, sin embargo, marcaron un hito en el periodo de gobierno español del sur italiano y el comienzo de una nueva etapa.